# Agostino Marchetto
Agostino Marchetto (ur. 28 sierpnia 1940 w Vicenzy) – włoski duchowny katolicki, arcybiskup, emerytowany nuncjusz apostolski, kardynał diakon od 2023. Od chwili nominacji bez uprawnień elektorskich.

## Życiorys
29 czerwca 1964 otrzymał święcenia kapłańskie i został inkardynowany do diecezji Vicenza. W 1964 rozpoczął przygotowanie do służby dyplomatycznej na Papieskiej Akademii Kościelnej.
31 sierpnia 1985 został mianowany przez Jana Pawła II nuncjuszem apostolskim na Madagaskarze, będąc akredytowanym również na Mauritiusie oraz arcybiskupem tytularnym Astigi. Sakry biskupiej 1 listopada 1985 r. udzielił mu kard. Sebastiano Baggio.
Następnie w 1990 został przedstawicielem Watykanu w Tanzanii. 18 maja 1994 został przeniesiony do nuncjatury na Białorusi, pełnił tam misję do 1996.
W latach 1999–2001 pełnił funkcję stałego obserwatora Stolicy Świętej przy FAO w Rzymie.
6 listopada 2001 został mianowany sekretarzem Papieskiej Rady ds. Duszpasterstwa Migrantów i Podróżujących. Pełnił tę funkcję do 25 sierpnia 2010.
9 lipca 2023 podczas modlitwy Anioł Pański papież Franciszek ogłosił jego nominację kardynalską. Na konsystorzu 30 września 2023 został kreowany kardynałem diakonem i uzyskał diakonię San Maria Goretti.